# Richelle Hill
Richelle Hill (2002) es una deportista australiana que compite en triatlón y duatlón. Ganó una medalla de plata en el Campeonato Mundial de Duatlón de 2024 y dos medallas en el Campeonato de Oceanía de Triatlón, plata en 2024 y oro en 2025.

## Palmarés internacional
| Campeonato Mundial | Campeonato Mundial     | Campeonato Mundial | Campeonato Mundial |
| Año                | Lugar                  | Medalla            | Prueba             |
| ------------------ | ---------------------- | ------------------ | ------------------ |
| 2024               | Townsville (Australia) | Medalla de plata   | Individual         |

| Campeonato de Oceanía | Campeonato de Oceanía | Campeonato de Oceanía | Campeonato de Oceanía |
| Año                   | Lugar                 | Medalla               | Prueba                |
| --------------------- | --------------------- | --------------------- | --------------------- |
| 2024                  | Taupo (Nueva Zelanda) | Medalla de plata      | Individual            |
| 2025                  | Devonport (Australia) | Medalla de oro        | Individual            |